# Bostic
Bostic est une ville américaine située dans le comté de Rutherford dans l'État de Caroline du Nord. En 2010, sa population était de 386 habitants.

## Démographie
| 1900 | 1910 | 1920 | 1930 | 1940 | 1950 |
| ---- | ---- | ---- | ---- | ---- | ---- |
| 97   | 209  | 206  | 238  | 226  | 227  |

| 1960 | 1970 | 1980 | 1990 | 2000 | 2010 |
| ---- | ---- | ---- | ---- | ---- | ---- |
| 274  | 289  | 476  | 371  | 328  | 386  |

## Source de la traduction
- (en) Cet article est partiellement ou en totalité issu de l’article de Wikipédia en anglais intitulé « Bostic, North Carolina » (voir la liste des auteurs).